# Der brave Soldat Elmer
Der brave Soldat Elmer (Originaltitel: Doughboys) ist eine US-amerikanische Filmkomödie aus dem Jahr 1930 von Edward Sedgwick mit Buster Keaton und Sally Eilers in den Hauptrollen. Das Drehbuch des Pre-Code-Films basiert auf einer Originalstory von Al Boasberg und Sidney Lazarus.

## Handlung
Der müßige, reiche Feigling Elmer Stuyvesant  versucht vergeblich, die Verkäuferin Mary in seinem Rolls-Royce abzuholen, als sie von der Arbeit kommt. Während dieser Zeit meldet sich sein Chauffeur zum Kampf im Ersten Weltkrieg, als dieser ausbricht. Elmer sucht einen anderen Chauffeur, verwechselt jedoch eine Rekrutierungsstelle mit dem Arbeitsamt und wird dazu überredet, sich freiwillig bei der Armee zu melden. Ausbilder Sergeant Brophy beschimpft den unpassenden Rekruten. Das einzig Gute ist, dass Elmer seine Traumfrau Mary wiedersieht, die sich freiwillig zum Dienst meldet, um die Truppen in Übersee zu unterhalten. Mary geht nun wegen der Uniform mit Elmer aus.
In Frankreich wird Elmer versehentlich zum Kriegshelden, als er in die deutschen Schützengräben eindringt und seinen ehemaligen Diener Gustave trifft. Nachdem sie den hungernden deutschen Soldaten Essen gegeben haben, revanchieren sich die dankbaren Deutschen, indem sie Elmer eine Pistole als Souvenir schenken und ihn unabsichtlich in eine Karte mit ihren Kriegsplänen einwickeln.

## Hintergrund
Cedric Gibbons oblag die künstlerische Leitung. Verantwortliche Toningenieure waren Douglas Shearer und Karl Zint. Neben seiner Rolle im Film war Edward Brophy als Produktionsmanager tätig. Sanmy Lee choreografierte die Musiknummern.

## Veröffentlichung
Die Premiere des Films fand am 30. August 1930 statt. 1931 kam er in Österreich in die Kinos.

## Kritiken
Der Filmkritiken-Aggregator Rotten Tomatoes hat in einer Auswertung ein Publikumsergebnis von 40 Prozent positiver Bewertungen ermittelt.
Dennis Schwartz fand den Film enttäuschend. Edward Sedgwick habe die konventionelle Geschichte ausdruckslos inszeniert. Die lahme Militärkomödie sei nie besser oder schlechter als ein typischer Abbott-&-Costello-Kriegsfilm.